# Nome de Sámos
Pour les articles homonymes, voir Samos (homonymie).
Le nome de Sámos (en grec : νομός Σάμου) est un nome de la périphérie de Égée-Septentrionale.
Il est constitué des îles de Sámos, Icarie et Foúrni.
Sa capitale est la ville de Vathý, qui compte 5 600 habitants (2005).

## Municipalités

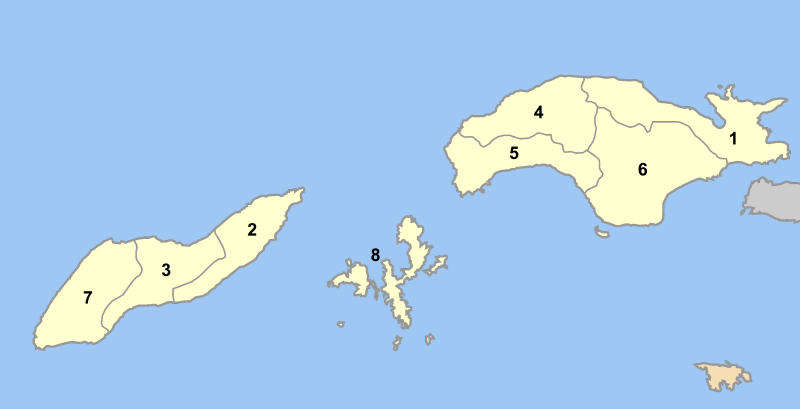
Municipalités du nome de Sámos

| Dème           | YPES code | Chef-lieu (si nom différent) | Code postal | Préfixe tel.      |
| -------------- | --------- | ---------------------------- | ----------- | ----------------- |
| Ágios Kírykos  | 4601      | -                            | 833 00      | 22750-2           |
| Évdilos        | 4603      | -                            | 833 02      | 22750-3           |
| Foúrni Korséon | 4608      | Foúrni                       | 833 01      | 22750-5           |
| Karlóvasi      | 4604      | -                            | 832 00      | 22730-3           |
| Marathókambos  | 4605      | -                            | 831 02      | 22730-3           |
| Pythagório     | 4606      | -                            | 831 03      | 22730-6 through 9 |
| Ráches         | 4607      | -                            | 833 01      | 22750-4           |
| Vathý          | 4602      | -                            | 831-00      | 22730-2           |